# Whole Lotta History
«Whole Lotta History» (с англ. — «Целая История») — двенадцатый сингл британской поп-группы Girls Aloud, и четвёртый сингл с третьего альбома группы Chemistry. Whole Lotta History — это вторая официально выпущенная баллада со времен Life Got Cold 2003 года.

## Список композиций

### CD 1
1. Whole Lotta History (Original Ash Howes Mix)- 3:47

2. Crazy Fool — 3:34

### CD 2
1. Whole Lotta History (Original Ash Howes Mix)- 3:47

2. Whole Lotta History (Whole Lotta Lamezma Mix) — 5:09

3. Teenage Dirtbag (Live at Carling Academy) — 4:14

4. Whole Lotta History (Video)

5. Whole Lotta History (Karaoke Video) 

6. Whole Lotta History (Game)

### UK 7digital exclusive download
1. Whole Lotta History (Acoustic Version) — 3:52

## Music video
Клип снимался в Париже.
По сюжету каждая из солисток вспоминает о прошедшей любви. Кимберли Уолш сидит в кафе, окруженная влюбленными парами. Шерил Коул находится в номере отеля и смотрит из окна на улицу. Надин Койл просмотривает фотоальбом, сидя в библиотеке, а Никола Робертс в одной из комнат особняка смотрится в зеркало, иногда переводя взгляд на телефон. Сара Хардинг гуляет вдоль реки, мимо неё тоже проходят влюбленные пары.
Также девушки сидят все вместе в большой зале, смеются и обсуждают прошлые отношения.

## Позиции вчартах
| Чарты (2005)                                  | Позиция занятое место |
| --------------------------------------------- | --------------------- |
| Великобритания                                | 6                     |
| Ирландия                                      | 18                    |
| Великобритания — Download Чарт                | 23                    |
| Греция                                        | 32                    |
| Польша                                        | 76                    |
| Великобритания — «Чарт по итогам года» (2006) | 188                   |

## Авторы
- Миранда Купер
- Брайан Хиггинс
- Лиза Коулинг
- Тим Пауэлл
- Элисон Кларксон

## Состав
- Шерил Коул
- Кимберли Уолш
- Сара Хардинг
- Никола Робертс
- Надин Койл